# Petro Prokopowytsch

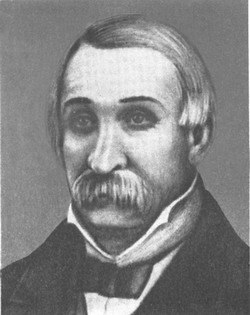
Petro Prokopowytsch

Petro Iwanowytsch Prokopowytsch (ukrainisch Петро Іванович Прокопович; * 29. Junijul. / 10. Juli 1775greg. in Myttschenky bei Baturyn, Gouvernement Tschernigow, Russisches Kaiserreich; † 22. Märzjul. / 3. April 1850greg. in Paltschyky bei Bachmatsch, Gouvernement Tschernigow, Russisches Kaiserreich) war ein ukrainischer Imker.
Prokopowytsch gilt aufgrund seiner Forschungen in der traditionellen Imkerei, die große praktische Fortschritte brachten, als Pionier der kommerziellen Bienenzucht. Dank ihm wurde die Bienenzucht ein separater Zweig der landwirtschaftlichen Produktion.
Zu seinen wichtigsten Erfindungen zählt die eines Wabenrähmchens in einer separaten Kammer des Bienenstocks. Er schaffte es weltweit als Erster, den Honig aus dem Stock zu entnehmen, ohne die Bienenwaben zu zerstören, und war außerdem Gründer und Lehrer der ersten Bienenzucht-Schule der Welt.
Petro Prokopowytsch entstammte einer alten Kosakenfamilie und studierte an der Mohyla-Akademie in Kiew. Anschließend war er beim Militär, das er 1798 als Podporutschik verließ und sich daraufhin der Bienenzucht widmete. 1839 besaß er bereits fast dreitausend Bienenvölker, die ihm Einnahmen von 20.000 Rubel erwirtschafteten.

## Ehrungen
Prokopowytsch erhielt den Orden des Heiligen Wladimir 4. Klasse.
Im Jahr 2000 gab die ukrainische Post eine Briefmarke von ihm heraus.
Anlässlich des 240. Geburtstages von Petro Prokopowytsch im Jahr 2015 gab die ukrainische Nationalbank innerhalb der Münzserie Herausragende Persönlichkeiten der Ukraine eine Zwei-Hrywnja-Gedenkmünze mit seinem Porträt heraus.